# Grand Canyon Rapids
Grand Canyon Rapids is een rapid river in het Spaanse pretpark PortAventura Park. De attractie werd samen met het park geopend in 1995. Grand Canyon Rapids is de minst natte waterattractie in het park.

## Verhaal
Je vaart met een boot op de rivier de Colorado in de Grand Canyon. Tijdens de tocht moet je het wilde water van de rivier trotseren. Je moet watervallen passeren en bestand zijn tegen de golven.

## Thema
De attractie ligt aan de rand van het Far West themagebied. Ze is volledig ingewerkt in een nagebootste Grand Canyon.

## Beknopte beschrijving
De attractie is de minst natte van de 3 waterattracties in het park. Er zijn ook betaalde waterpistolen geplaatst in een inham van de canyon en op de brug over de rivier. Hier kunnen bezoekers de inzittenden natspuiten.
| Pretpark           | PortAventura |
| Themagebied        | Far West     |
| Bouwer             | Intamin AG   |
| Foto/video on ride | Ja/nee       |
| Express            | Ja           |

## Trivia
- Op de attractie is een Express-wachtrij aanwezig voor houders van deze pas.
- Tijdens de zomermaanden is de attractie enorm populair omdat je er nat in kan worden. Hierdoor kan de wachtrij oplopen tot 1 uur.
- De attractie heeft vooral 's morgens en tijdens de warme pieken van de dag veel bezoekers. Dit komt doordat de attractie als eerste aangedaan wordt door bezoekers die het park langs de Far West betreden.
- Grand Canyon Rapids wordt in juli en augustus vroeger gesloten omwille van het vuurwerk later op de avond.